# Insignes sous la Révolution
Les insignes portés par les députés et les représentants de l'autorité de la République changèrent au cours de la Révolution française.
Après l'abolition des costumes différenciant les députés des trois ordres aux états généraux, les élus ne furent plus identifiables que par une carte ronde portant d'un côté la devise « la nation, la loi, le roi » entre des branches de chêne et d'olivier, de l'autre côté un numéro d'ordre, le nom du député et celui du département représenté.

## Sous l'Assemblée législative
L'Assemblée législative décide par décret du 12 juillet 1792, le port par les députés lorsqu'ils exerceraient une fonction officielle, d'un ruban aux trois couleurs en trois bandes ondées, le tout en sautoir, avec au bas des tables de la loi, se présentant comme un livre en métal doré, ouvert et portant au recto le mot « Constitution », au verso les mots « droits de l'homme ». L'Assemblée législative fixa en 1792 les insignes des administrateurs départementaux et de districts, des procureurs généraux-syndics, qui portaient un ruban tricolore en sautoir et une médaille avec l'inscription « respect à la loi », en métal doré pour les administrateurs départementaux et les procureurs généraux-syndics, en métal argenté pour les représentants des districts. Le 15 septembre 1792, le port de ces insignes par des personnes n'y ayant pas droit fut réprimé par deux années de prison et par la peine de mort si le coupable s'en était servi pour exercer des actes d'autorité.

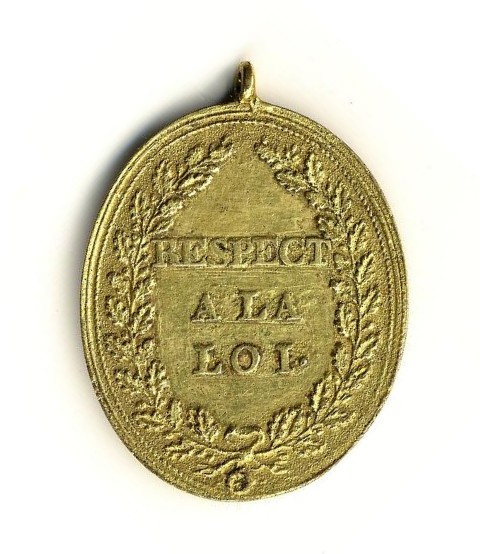
Respect à la loi

## Sous la Convention
La Convention revint au système de cartes.

## Sous le Directoire
Les députés du Conseil des Cinq-Cents et les députés du Conseil des Anciens portèrent des médailles. Les maires et les conseillers municipaux eurent leurs insignes règlementés par la loi du 11 mars 1790, qui leur prescrivait le port dans l'exercice de leurs fonctions d'une écharpe de trois couleurs (bleu, blanc, rouge) en baudrier, attachée d'un nœud et ornée d'une frange de couleur or pour le maire, blanche pour les officiers municipaux et violette pour le procureur de la commune.

## Sources
- Histoire et Dictionnaire de la Révolution française 1789-1799 de Jean Tulard, Jean-François Fayard, Alfred Fierro
- Texte du décret du 12 juillet 1792 in Archives Parlementaires, Première Série, Tome 46 (Du 30 juin 1792 au soir, au 20 juillet 1792 au soir), page 380 et 381, numérisé et visible sur Gallica.bnf.fr
- Médaillon de Fonction Doré « RESPECT A LA LOI » Collection zitocland, photo zitocland